# 三枝・伊藤酸化
三枝・伊藤酸化（さえぐさ・いとうさんか、英語: Saegusa–Ito oxidation）は有機化学で用いられる化学反応である。1978年に三枝武夫と伊藤嘉彦によってα,β-不飽和カルボニル化合物を得る手法として発見された。元々この反応は、シリルエノールエーテルの合成に続く酢酸パラジウムと1,4-ベンゾキノンの処理によって対応するエノンを得る手法として報告され、クプラートのような求核剤による1,4-付加に続いて不飽和結合を再生する、という使い方を想定したものだった。
非環式化合物を用いた場合、熱力学的に安定なE体が選択的に得られる。 
この発見は、その8年前の、酢酸パラジウムと不活性ケトンから低収率で同じ生成物を得た、という研究に基づいている。三枝、伊藤による主な改善点は、反応種がエノールであると認識した上で、シリルエノールエーテルを用いる手法を開発したことだった。
この反応はほぼ化学量論量のパラジウムを必要とし、工業的に用いるには高価すぎると考えられているが、より優れた触媒の開発も進んでいる。欠点はあるものの、複雑な分子に温和な条件下で官能基を導入する手段として、三枝・伊藤酸化は合成の後期に使われている。

## 反応機構
まず、エノールがシリル基を失ってパラジウムに配位し、オキシアリル-パラジウム錯体を形成する。これはベータ水素脱離によって水素化パラジウム-エノン錯体となり、そこから還元的脱離によって酢酸、Pd0、目的の生成物を得る。β脱離は可逆なので、反応は熱力学的支配を受け、非環式化合物の場合化学平衡は E 体の生成に傾く。また、生成物は安定なPd0-オレフィン錯体となるため、パラジウムを再酸化して触媒的に用いることが困難になっている。

## 適用例
三枝・伊藤酸化は適用範囲が広く、複雑な分子の古典的合成に広く利用された。2006年、福山透によるモルヒネの合成はその例で、カルバメート、エーテル共存下での酸化に用いている。
サミュエル・ダニシェフスキーによるペリビシンの (+), (-) 体の合成は、カルボンと3-(トリメチルシリルオキシ)-1,3-ブタジエンのディールス・アルダー付加に続く三枝・伊藤酸化で始まる。この場合はアルケン、カルボニルが共存している。
Yong Qiang Tuによるガランタミン（アルツハイマー型認知症治療薬）の合成でも、酸に弱いアセタールを共存させている。
ラリー・オーヴァーマンによるラウレニン合成では、クロロクロム酸ピリジニウムに続いて三枝・伊藤酸化を用いることでワンポット酸化を実現している。この場合もハロゲン、トシル基が共存している。
David R. Williamsのサンブトキシン合成では、保護されないエノールを用いた新しいタイプの三枝・伊藤酸化を使っている。生成したエノンはエノールに戻ると同時に環化し、テトラヒドロピラン環を生成する。続いてメトキシメチル基を脱保護し、全合成が完了する。

## 応用
パラジウム塩は高価であるため、改善の大半はパラジウム塩をいかに触媒的に用いるか、ということに焦点が当てられている。元々の方法では50 mol%の酢酸パラジウムが必要であり、工業的に用いるにはあまりにも高価すぎる。
この点に関しては、再酸化剤でPd2+を再生するという方向性での進歩があった。具体的には、大気中の酸素を用いるものと、化学量論量のアリルカーボネートを用いるものがある。
前者の方法には、1995年、Larockによるものがある。
この方法は西田のPlatyphyllide合成への適用によって、反応速度が遅く、収率も低いという欠点があることが示された。
後者の方法には、化学量論量のジアリルカーボネートを用いるものや、辻二郎によって開発された他のアリルカーボネートを用いるものがある。この場合溶媒の選択が重要で、ニトリル系では望んだ結果が得られるが、エーテル系だとα-アリルケトンが生成してしまう。
この方法は、柴崎正勝によるストリキニーネ全合成などに用いられ、大きな成功を収めている。